# Hernando Téllez
Hernando Téllez (Bogotá, 22 de marzo de 1908 - 1966) fue un ensayista, narrador, periodista, político, diplomático, autor y crítico literario colombiano.

## Biografía
Escribió y desempeñó diversas labores en algunos de los más relevantes periódicos y revistas de Colombia todos hispánicos: la Revista Universidad de Germán Arciniegas, El Nacional de Caracas, la revista Mito de Bogotá. Trabajó en la redacción de El Tiempo, donde precisamente se inició como periodista y accedió a columnista con la serie "leones de los días". De la misma manera y un tiempo más tarde, escribió otras columnas para la revista El Liberal, en su sección Hoy; también comentarios y anotaciones bajo el título de Márgenes, en la revista La Semana. Téllez ejerció como cónsul en Marsella llegando a ser senador en su país. Es sobre todo conocido como escritor gracias a su colección de historias cortas publicadas en 1950 con el título de Cenizas para el viento y otras historias, habiendo ya cumplido los cuarenta años de edad. Buena parte de su obra es de publicación póstuma. Hizo parte de los escritores ilustres de la narrativa de la violencia en Colombia.

## Obras
Libro publicados en vida
- Diario de mi mente, 1932
- Inquietud del mundo, 1943
- Bagatelas, 1944
- Diario, 1946
- Luces en el bosque, 1946
- Cenizas para el viento y otras historias, 1950
- Preludio, 1950
- Literatura, 1951
- Literatura y sociedad. Glosas precedidas de notas sobre la conciencia burguesa, 1956
- Sus mejores prosas, ca. 1960

Libros póstumos
- Confesión de parte (literarias, sociales, notas), 1967
- Textos no recogidos en libro, 1979
- Textos no recogidos en libro 2, 1979
- Selección de prosas, ca. 1980
- Nadar contra la corriente. Escritos sobre literatura, 1995
- Páginas literarias, 1997 (selección de Alfredo Iriarte)
- Crítica literaria I, 1936-1947, 2016 (Carlos Rincón, ed.)
- Crítica literaria II, 1948-1956, 2016 (Carlos Rincón, ed.)